# Barfly (film)
Barfly is een Amerikaanse dramafilm uit 1987 geregisseerd door Barbet Schroeder met in de hoofdrollen onder meer Mickey Rourke en Faye Dunaway. Het semi-autobiografische script werd geschreven door Charles Bukowski en behandelt een periode in zijn leven waarin hij een alcoholist was in Los Angeles. Bukowski, die een klein rolletje heeft in deze film, publiceerde het script al eerder, in 1984, met illustraties van zijn hand.

## Verhaal
Henry Chinaski (Mickey Rourke) is een alcoholist in Los Angeles die zichzelf in leven probeert te houden met eenvoudige baantjes, maar daarnaast schrijft hij gedichten en korte verhalen. 's Avonds bezoekt hij vaak een plaatselijke kroeg, waar hij geregeld ruzie maakt, onder meer met de harde barkeeper Eddie (Frank Stallone), die hij haat. Op een avond ontmoet hij in een andere bar de eenzame en eveneens alcoholistische Wanda (Faye Dunaway), die zich laat onderhouden door haar oudere minnaar. Hij trekt bij haar in en probeert zijn werk gepubliceerd te krijgen. Wanneer de rijke uitgeefster Tully Sorenson (Alice Krige) zijn werk onder ogen krijgt, laat ze een detective Henry opsporen.

## Rolverdeling
| Acteur         | Personage      | Opmerkingen                               |
| -------------- | -------------- | ----------------------------------------- |
| Mickey Rourke  | Henry Chinaski | gebaseerd op Charles Bukowski             |
| Faye Dunaway   | Wanda Wilcox   | minnares van Henry                        |
| Alice Krige    | Tully Sorenson | uitgeefster; later ook minnares van Henry |
| Jack Nance     | detective      |                                           |
| J.C. Quinn     | Jim            |                                           |
| Frank Stallone | Eddie          | barkeeper in Henry's vaste kroeg          |
| Sandy Martin   | Janice         |                                           |
| Gloria LeRoy   | grandma Moses  |                                           |
| Joe Unger      | Ben            |                                           |

## Productie
Bukowski wilde aanvankelijk dat Henry gespeeld zou worden door Sean Penn, die Dennis Hopper als regisseur wilde. Dit was tegen de zin van Bukowski, die Hopper verachtte, en bovendien Schroeder al kende, daar deze hem jaren eerder gefilmd had voor de Franse televisie. In de documentaire Born into This uitte Bukowski zijn teleurstelling over Rourkes vertolking.
Bukowski schreef later het boek Hollywood (1989) over zijn ervaringen tijdens het maken van deze film.
Tijdens de opnamen lukte het cameraman Robby Mueller niet om een scène in een kleine ruimte goed uit te lichten. Twee crewleden ontwikkelden daarop een alternatief, veel compacter belichtingsapparaat en later richtten ze een bedrijf op, het nog steeds bestaande Kino Flo Incorporated, om dit apparaat te verkopen.